# Louis Glass
Louis Glass   (Copenhaguen, 23 de març de 1864 - Copenhaguen, 22 de gener de 1936) fou un compositor danès.

## Biografia
Glass, nascut a Copenhaguen, era gairebé coetani de Carl Nielsen i, com Nielsen, també fou estudiant de Niels Gade. Tanmateix, Glass també va estudiar al Conservatori de Brussel·les, on es va enamorar de la música de César Franck i Anton Bruckner, els quals van influir en el seu estil compositiu. Durant diversos anys, va ser un dels principals pianistes de Dinamarca fins que una paràlisi a un braç el va fer retirar-se dels escenaris. Després es va dedicar sobretot a compondre. Ho va fer en la majoria de gèneres i va escriure diverses obres de música de cambra, en particular quatre quartets de corda, un sextet de corda, un trio de piano, un quintet de piano i diverses sonates instrumentals.
Va escriure sis simfonies (1893–1926), gravades al segell discogràfic Danacord, mentre que es va enregistrar música de cambra a Da Capo.
Glass va morir a Copenhaguen.

## Obres

### Amb número d'opus
- Op. 1 Festmarch (orquestra)
- Op. 2 Suite per a orquestra
- Op. 3 Concert simfònic per a oboè i orquestra
- Op. 4 Sis peces de fantasia (piano)
- Op. 5 Sonata per a violoncel en fa major
- Op. 6 Sonata per a piano núm. 1 en mi major (ca. 1889)
- Op. 7 Sonata per a violí i piano en mi bemoll major (1888)
- Op. 8 Peces per a piano
- Op. 9 Foraarsstemning (piano)
- Op. 10 Quartet de cordes
- Op. 11 Romanç i Capritx per a la mà esquerra (piano)
- Op. 12 Cançons
- Op. 13 Marxa (orquestra)
- Op. 14 Sextet de cordes (1892)
- Op. 15 Cançons
- Op. 16 Cançons, amb textos de J.P.Jacobsen
- Op. 17 Simfonia núm. 1 en mi major (1894)
- Op. 18 Quartet de cordes en mi bemoll major (1896)
- Op. 19 Trio per a piano (1893)
- Op. 20 I det Fri (piano 1898 - amb Wilhelm Stenhammar)
- Op. 21 Esbossos per a Piano (1894)
- Op. 22 Quintet per a piano
- Op. 23 Quartet de cordes núm. 2 en la menor (1896, rev. 1929)
- Op. 24  Per als nens  (11 peces per a piano 1897)
- Op. 25 Sonata per a piano núm 2 a la bemoll major (1897)
- Op. 26 Lyriske Bagateller (piano 1899)
- Op. 27 Dies d'estiu (suite per a orquestra 1899)
- Op. 28 Simfonia núm. 2 en do menor (1899)
- Op. 29 Sonata per a violí en do major
- Op. 30 Simfonia núm. 3 en re major (Simfonia del bosc 1901)
- Op. 31 Cançó de primavera (Errant molto espressivo - violoncel i piano)
- Op. 31 Cançó de primavera (versió per a fagot, violoncel, clarinet, flauta, trompa i oboè)
- Op. 32 Peces per a piano
- Op. 33 Nocturn (contrabaix i piano)
- Op. 34 En Folkefjende (poema simfònic per a orquestra)
- Op. 35 Fantasia per a piano (piano 1904)
- Op. 36 Quartet de cordes núm. 4 en fa sostingut menor (1907)
- Op. 38 Fünf Lieder (veu i piano 1909)
- Op. 39 Små tonebilleder (piano? 1907)
- Op. 40 Cançó de tardor
- Op. 41 Variacions sobre contes i cançons infantils
- Op. 42 Cançons per a cor d'homes
- Op. 43 Simfonia núm. 4 en mi menor (1910)
- Op. 44 Cançons
- Op. 45 Stemningsbilleder (piano 1912)
- Op. 46 cançons (incl. "L'Any Nou")
- Op. 47 Fantasia (piano i orquestra - 1913)
- Op. 48 Estampes rurals (piano)
- Op. 49 Melodrama
- Op. 50 Fragment simfònic "Artemis" (drama - 1915)
- Op. 51 Livets dans (suite per a orquestra)
- Op. 52 Impromptu Et Capriccio (piano)
- Op. 54 Havets Sang (orquestra)
- Op. 55 Cançons
- Op. 56 maig cançons (veu o piano)
- Op. 57 Simfonia núm. 5 en do major (Simfonia svastika - 1919)
- Op. 58 Aquareller (piano)
- Op. 59 Cançons (bl.a. Midienat)
- Op. 60 Simfonia núm. 6 (Skjoldungeæt 1926)
- Op. 63 Blade af Aarets billedbog (suite per a petita orquestra 1929)
- Op. 64 Koldinghus (suite per a orquestra 1929)
- Op. 65 Concert per a violí (1930)
- Op. 66 Peces per a piano (1931)
- Op. 67 Elverhøj (episodi dels contes de H.C. Andersen - suite per a orquestra)
- Op. 75 Romança per a violoncel i piano (ca. 1934)
- Op. 76 Trio per a violí, viola o guitarra (1934)

### Altres
- Largo funebre (per a quartet de cordes en mi bemoll major) arranjament per a orquestra de cordes
- Romança per a violí i orquestra (basat en l'op. 29)
- et Par Festmarcher
- Sørgemarch, amb ocasió de la mort de Christian Nielsen
- Danmark (obertura)
- Romantisk ouverture (orquestra)
- 2 Quartets de corda (fa major o mi bemoll major)
- 2 trios
- Cançó a Dinamarca (cançó)
- December (cançó)
- Obres corals